# Marta Soler
Marta Noemí Soler (Argentina, 22 de abril de 1953) es ex-arquera de fútbol y pionera en representar a la Argentina en un Mundial de Fútbol Femenino, como parte del plantel de la Selección femenina de fútbol de Argentina de 1971.

## Trayectoria
Su formación futbolística comenzó cuando era chica y entrenaba en una canchita construida junto a su padre en el Delta del Tigre. En 1970 se probó en el Club Universitario, quedando seleccionada como arquera.
En 1971 formó parte del equipo que representó a la Argentina en la Copa Mundial Femenina de Fútbol de ese año. Su plantel no contó con ningún apoyo oficial, de modo que por las noches se dedicó a cantar tangos y boleros en el restaurante situado al lado del hotel donde concentraba su equipo. Así pudo conseguir dinero para hacer frente a los gastos del viaje. Ya había tenido experiencia cantando una temporada en el programa televisivo Sábados Circulares de Pipo Mancera, cuando tenía 13 años. A su regreso de México, jugó en Racing Club bajo la dirección técnica de Roberto Valverde, junto a Betty García y Virginia Cattaneo, otras integrantes del plantel que jugara el mundial de 1971.
Su carrera como futbolista concluyó en 1978, con una victoria de su equipo en la final del Torneo de Fútbol Femenino gracias a un gol que metió en la definición por penales. En la actualidad se dedica a jugar al tenis criollo y sigue cantando tango.

## Reconocimientos
En Argentina, se presentó un proyecto de ley para instaurar el 22 de abril, fecha de su nacimiento, como el "Día de la Arquera".